# Goldeus hispanicus
Goldeus hispanicus är en insektsart som beskrevs av Dlabola 1974. Goldeus hispanicus ingår i släktet Goldeus och familjen dvärgstritar. Inga underarter finns listade i Catalogue of Life.